# Glaucostola metaxantha
Glaucostola metaxantha là một loài bướm đêm thuộc phân họ Arctiinae, họ Erebidae.